# Liste de pays par date d'acquisition de la souveraineté
La liste ci-dessous regroupe les pays et les classe selon leur date et mode d'accession à la souveraineté.
La date de la dernière modification en date du régime politique est aussi indiquée s'il y a lieu.

## Datesd'indépendance des pays du monde

### Afrique
| Pays                             | Naissance de la forme actuelle de gouvernement | Naissance de la forme actuelle de gouvernement                                                       | Date de l’acquisition de souveraineté | Date de l’acquisition de souveraineté | Date de la plus récente modification territoriale significative | Date de la plus récente modification territoriale significative |
| Pays                             | Date                                           | Événement                                                                                            | Date                                  | Événement | Date                                                            | Événement |
| -------------------------------- | ---------------------------------------------- | --- | ------------------------------------- | --- | --------------------------------------------------------------- | --- |
| Afrique du Sud                   |                                                | | 31 mai 1910                           | Naissance de l'union d'Afrique du Sud |                                                                 | |
| Afrique du Sud                   | 22 août 1934                                   | Le Statut de Westminster abolit les quelques pouvoirs qu'avait conservés le gouvernement britannique |                                       | |                                                                 | |
| Algérie                          |                                                | | 5 juillet 1962                        | La France reconnaît le référendum algérien sur l'indépendance, tenu deux jours plus tôt |                                                                 | |
| Angola                           |                                                | | 11 novembre 1975                      | Indépendance vis-à-vis du Portugal |                                                                 | |
| Bénin                            |                                                | | 1er août 1960                         | Indépendance vis-à-vis de la France | 15 janvier 1894                                                 | Les frontières du protectorat français du Dahomey sont établies à l'issue de la seconde Guerre du Dahomey                                                                   |
| Botswana                         |                                                | | 31 mars 1885                          | Établissement du protectorat du Bechuanaland par le Royaume-Uni | 1894                                                            | Extension vers le nord dans le Ngamiland |
| Botswana                         | 30 septembre 1966                              | Indépendance vis-à-vis du Royaume-Uni                                                                |                                       | | 1894                                                            | Extension vers le nord dans le Ngamiland |
| Burkina Faso                     |                                                | | 11 décembre 1958                      | Mise en place d'un gouvernement autonome et d'une république au sein de la Communauté française | 4 septembre 1947                                                | Restauration des frontières coloniales en vigueur de 1919 à 1932 |
| Burkina Faso                     | 5 août 1960                                    | Indépendance vis-à-vis de la France                                                                  |                                       | | 4 septembre 1947                                                | Restauration des frontières coloniales en vigueur de 1919 à 1932 |
| Burundi                          | 28 novembre 1966                               | La monarchie est remplacée par la république                                                         | 1er juillet 1962                      | Indépendance vis-à-vis de la Belgique |                                                                 | |
| Cameroun                         |                                                | | 1er janvier 1960                      | Indépendance vis-à-vis de la France | 1er octobre 1961                                                | Fusion d'une partie du Cameroun britannique avec l'ancien Cameroun français.                                                                                                |
| Cameroun                         | 14 août 2008                                   | Fusion de la Péninsule de Bakassi avec le Cameroun                                                   | 1er janvier 1960                      | Indépendance vis-à-vis de la France |                                                                 | |
| Cap-Vert                         |                                                | | 5 juillet 1975                        | Indépendance vis-à-vis du Portugal |                                                                 | |
| République centrafricaine        |                                                | | 1er décembre 1958                     | La République centrafricaine devient un « territoire autonome » de la République française |                                                                 | |
| République centrafricaine        | 13 août 1960                                   | Indépendance vis-à-vis de la France                                                                  |                                       | |                                                                 | |
| Comores                          |                                                | | 6 juillet 1975                        | Indépendance déclarée vis-à-vis de la France |                                                                 | |
| République du Congo              |                                                | | 15 août 1960                          | Indépendance vis-à-vis de la France |                                                                 | |
| République démocratique du Congo |                                                | | 22 avril 1884                         | L'État indépendant du Congo est reconnu comme État indépendant. |                                                                 | |
| République démocratique du Congo | 30 juin 1960                                   | Indépendance vis-à-vis de la Belgique                                                                |                                       | |                                                                 | |
| Côte d'Ivoire                    |                                                | | 4 décembre 1958                       | République autonome au sein de la Communauté française |                                                                 | |
| Côte d'Ivoire                    | 7 août 1960                                    | Indépendance vis-à-vis de la France                                                                  |                                       | |                                                                 | |
| Djibouti                         |                                                | | 27 juin 1977                          | Indépendance vis-à-vis de la France |                                                                 | |
| Érythrée                         |                                                | | 24 mai 1993                           | Indépendance vis-à-vis de l'Éthiopie, déclarée à l'issue d'un référendum contrôlé par l'ONU | 1er avril 2002                                                  | Badmé fut déclarée érythréenne par la Commission de frontière Érythrée-Éthiopie (EEBC), après la guerre entre l'Érythrée et l'Éthiopie. Décision contestée par l'Éthiopie.  |
| Éthiopie                         | 21 mars 1975                                   | La monarchie est abolie et remplacée par une république                                              | 5 mai 1941                            | Hailé Sélassié Ier est restauré empereur d'Éthiopie (« roi des rois »), à l'issue de la campagne d'Afrique de l'Est, marquant la fin de l'occupation italienne datant de la seconde guerre italo-éthiopienne | 1er avril 2002                                                  | Badmé est déclarée érythréenne par la Commission de frontière Érythrée-Éthiopie (EEBC), après la guerre entre l'Érythrée et l'Éthiopie ; décision contestée par l'Éthiopie. |
| Eswatini / Swaziland             |                                                | | 6 septembre 1968                      | Indépendance vis-à-vis du Royaume-Uni |                                                                 | |
| Gabon                            |                                                | | 17 août 1960                          | Indépendance vis-à-vis de la France |                                                                 | |
| Gambie                           |                                                | | 18 février 1965                       | Indépendance vis-à-vis du Royaume-Uni |                                                                 | |
| Ghana                            |                                                | | 6 mars 1957                           | Indépendance vis-à-vis du Royaume-Uni | 13 décembre 1956                                                | Union du Togoland britannique avec la Côte-de-l'Or |
| Guinée                           |                                                | | 2 octobre 1958                        | Indépendance vis-à-vis de la France |                                                                 | |
| Guinée-Bissau                    |                                                | | 24 septembre 1973                     | Indépendance déclarée vis-à-vis du Portugal |                                                                 | |
| Guinée-Bissau                    | 10 septembre 1974                              | Indépendance reconnue par le Portugal                                                                |                                       | |                                                                 | |
| Guinée équatoriale               |                                                | | 12 octobre 1968                       | Indépendance vis-à-vis de l'Espagne |                                                                 | |
| Kenya                            |                                                | | 12 décembre 1963                      | Indépendance vis-à-vis du Royaume-Uni |                                                                 | |
| Lesotho                          |                                                | | 4 octobre 1966                        | Indépendance vis-à-vis du Royaume-Uni | 12 mars 1868                                                    | Le territoire du Lesotho actuel est placé sous autorité britannique |
| Liberia                          |                                                | | 26 juillet 1847                       | Indépendance vis-à-vis des États-Unis |                                                                 | |
| Libye                            | 1er septembre 2011                             | La Jamahiriya est remplacée par la république                                                        | 24 décembre 1951                      | Indépendance vis-à-vis du Conseil de tutelle des Nations unies (tutelle exercée par les administrations britanniques et françaises, après la fin de la gouvernance italienne en 1947)                        | 13 février 1994                                                 | Bande d'Aozou restituée au Tchad |
| Madagascar                       |                                                | | 14 octobre 1958                       | La République malagasy est créée en tant qu'État autonome au sein de la Communauté française |                                                                 | |
| Madagascar                       | 26 juin 1960                                   | La France reconnaît l'indépendance de Madagascar.                                                    |                                       | |                                                                 | |
| Malawi                           |                                                | | 6 juillet 1964                        | Indépendance vis-à-vis du Royaume-Uni |                                                                 | |
| Mali                             |                                                | | 4 avril 1959                          | Formation de la fédération du Mali en tant que république autonome au sein de la Communauté française | 20 août 1960                                                    | Le Sénégal fait sécession de la Fédération du Mali |
| Mali                             | 20 juin 1960                                   | Indépendance de la fédération du Mali vis-à-vis de la France                                         |                                       | | 20 août 1960                                                    | Le Sénégal fait sécession de la Fédération du Mali |
| Mali                             | 22 septembre 1960                              | Déclaration d'indépendance de la république du Mali                                                  |                                       | | 20 août 1960                                                    | Le Sénégal fait sécession de la Fédération du Mali |
| Maroc                            | 18 novembre 1955                               | Déclaration de l'indépendance par le Sultan Mohammed V                                               | 5 février 789                         | Idris 1er est proclamé sultan à Volubilis | 4 janvier 1969                                                  | Réintégration de Ifni dans le Maroc |
| Maroc                            | 2 mars 1956                                    | Fin du protectorat français sur la zone centre du Maroc                                              | 5 février 789                         | Idris 1er est proclamé sultan à Volubilis | 6 novembre 1975                                                 | Retrait des espagnols du territoire du Sahara occidental et signature des accords de Madrid                                                                                 |
| Maroc                            | 7 avril 1956                                   | Fin du protectorat espagnol sur la zone nord du Maroc                                                | 5 février 789                         | Idris 1er est proclamé sultan à Volubilis | 14 août 1979                                                    | Retrait de l'armée Mauritanienne de la province de Dakhla -Oued Ed-Dahab |
| Maurice                          |                                                | | 12 mars 1968                          | Indépendance vis-à-vis du Royaume-Uni | 1965                                                            | Séparation de l'archipel des Chagos |
| Mauritanie                       |                                                | | 28 novembre 1960                      | Indépendance vis-à-vis de la France | 11 août 1979                                                    | La Mauritanie se retire du Tiris al-Gharbiyya (partie du Sahara occidental)                                                                                                 |
| Mozambique                       |                                                | | 25 juin 1975                          | Indépendance vis-à-vis du Portugal |                                                                 | |
| Namibie                          |                                                | | 21 mars 1990                          | Indépendance vis-à-vis des lois sud-africaines | 1er mars 1994                                                   | Walvis Bay est intégré à la Namibie |
| Niger                            |                                                | | 4 décembre 1958                       | Autonomie au sein de la Communauté française |                                                                 | |
| Niger                            | 3 août 1960                                    | Indépendance vis-à-vis de la France                                                                  |                                       | |                                                                 | |
| Nigeria                          |                                                | | 1er octobre 1960                      | Indépendance vis-à-vis du Royaume-Uni | 15 janvier 1970                                                 | Le Biafra est réintégré dans le Nigeria |
| Nigeria                          | 1er juin 1961                                  | Northern Cameroons est intégré dans le Nigeria                                                       | 1er octobre 1960                      | Indépendance vis-à-vis du Royaume-Uni |                                                                 | |
| Nigeria                          | 14 août 2008                                   | Restitution de la Péninsule de Bakassi au Cameroun                                                   | 1er octobre 1960                      | Indépendance vis-à-vis du Royaume-Uni |                                                                 | |
| Ouganda                          |                                                | | 1er mars 1962                         | L'autonomie est accordée |                                                                 | |
| Ouganda                          | 9 octobre 1962                                 | Indépendance vis-à-vis du Royaume-Uni                                                                |                                       | |                                                                 | |
| Rwanda                           |                                                | | 1er juillet 1962                      | Indépendance vis-à-vis de la Belgique |                                                                 | |
| Sao Tomé-et-Principe             |                                                | | 12 juillet 1975                       | Indépendance vis-à-vis du Portugal |                                                                 | |
| Sénégal                          |                                                | | 4 avril 1959                          | Formation de la fédération du Mali en tant que république autonome au sein de la Communauté française |                                                                 | |
| Sénégal                          | 20 juin 1960                                   | Indépendance de la fédération du Mali vis-à-vis de la France                                         |                                       | |                                                                 | |
| Sénégal                          | 20 août 1960                                   | Sécession et déclaration d'indépendance de la république du Sénégal                                  |                                       | |                                                                 | |
| Seychelles                       |                                                | | 29 juin 1976                          | Indépendance vis-à-vis du Royaume-Uni |                                                                 | |
| Sierra Leone                     |                                                | | 27 avril 1961                         | Indépendance vis-à-vis du Royaume-Uni |                                                                 | |
| Somalie                          |                                                | | 1er juillet 1960                      | Fusion de l'ancien British Somaliland avec le Somaliland italien |                                                                 | |
| Soudan                           |                                                | | 1er janvier 1956                      | Indépendance vis-à-vis des tutelles de l'Égypte et du Royaume-Uni. | 9 juillet 2011                                                  | Sécession du Soudan du Sud à la suite d'un référendum Après ce changement, le plus grand pays d'Afrique est désormais l'Algérie.                                            |
| Soudan du Sud                    |                                                | | 9 juillet 2011                        | Indépendance vis-à-vis du Soudan déclarée à l'issue d'un référendum |                                                                 | |
| Tanzanie                         |                                                | | 9 décembre 1961                       | Indépendance du Tanganyika vis-à-vis du Royaume-Uni | 26 avril 1964                                                   | Fusion de Zanzibar et du Tanganyika pour former la Tanzanie |
| Tchad                            |                                                | | 11 août 1960                          | Indépendance vis-à-vis de la France | 13 février 1994                                                 | Bande d'Aozou restituée au Tchad |
| Togo                             |                                                | | 30 août 1958                          | Autonomie au sein de l'Union française |                                                                 | |
| Togo                             | 27 avril 1960                                  | Indépendance vis-à-vis de la France                                                                  |                                       | |                                                                 | |
| Tunisie                          | 25 juillet 1957                                | Déclaration de la République                                                                         | 20 mars 1956                          | Indépendance vis-à-vis de la France |                                                                 | |
| Zambie                           |                                                | | 24 octobre 1964                       | Indépendance vis-à-vis du Royaume-Uni |                                                                 | |
| Zimbabwe                         |                                                | | 11 novembre 1965                      | Déclaration unilatérale d'indépendance de la Rhodésie du Sud | 1901                                                            | la BSAC sépare la Rhodésie du Nord de la Rhodésie du Sud |
| Zimbabwe                         | 18 avril 1980                                  | Indépendance reconnue par le Royaume-Uni en tant que Zimbabwe.                                       |                                       | | 1901                                                            | la BSAC sépare la Rhodésie du Nord de la Rhodésie du Sud |

### Amérique
| Pays                            | Naissance de la forme actuelle de gouvernement | Naissance de la forme actuelle de gouvernement                                                      | Date de l’acquisition de souveraineté | Date de l’acquisition de souveraineté                                                                                            | Date de la plus récente modification territoriale significative | Date de la plus récente modification territoriale significative                                                                                     |
| Pays                            | Date                                           | Événement                                                                                           | Date                                  | Événement | Date                                                            | Événement |
| ------------------------------- | ---------------------------------------------- | --------------------------------------------------------------------------------------------------- | ------------------------------------- | --- | --------------------------------------------------------------- | --- |
| Antigua-et-Barbuda              |                                                | | 1er novembre 1981                     | Indépendance vis-à-vis du Royaume-Uni.                                                                                           |                                                                 | |
| Argentine                       |                                                | | 25 mai 1810                           | Révolution de Mai, installation du premier gouvernement local                                                                    |                                                                 | |
| Argentine                       | 9 juillet 1816                                 | Déclaration d'indépendance de l'Argentine vis-à-vis de l'Espagne                                    |                                       | |                                                                 | |
| Argentine                       | 1821                                           | Indépendance reconnue par l'Espagne                                                                 |                                       | |                                                                 | |
| Bahamas                         |                                                | | 7 janvier 1964                        | Auto-gouvernance |                                                                 | |
| Bahamas                         | 10 juillet 1973                                | Indépendance vis-à-vis du Royaume-Uni                                                               |                                       | |                                                                 | |
| Barbade                         |                                                | | 30 novembre 1966                      | Indépendance vis-à-vis du Royaume-Uni                                                                                            |                                                                 | |
| Belize                          |                                                | | 21 octobre 1981                       | Indépendance vis-à-vis du Royaume-Uni                                                                                            | 1859                                                            | Traité qui établit les frontières entre le Honduras britannique et le Guatemala                                                                     |
| Belize                          | 1er janvier 1964                               | Auto-gouvernance                                                                                    |                                       | | 1859                                                            | Traité qui établit les frontières entre le Honduras britannique et le Guatemala                                                                     |
| Bolivie                         |                                                | | 6 août 1825                           | Guerre d'indépendance bolivarienne                                                                                               | 11 novembre 1903                                                | Signature du traité de Petrópolis avec le Brésil par lequel la Bolivie acquiert des terres dans le Mato Grosso en échange de ses territoires d'Acre |
| Brésil                          | 1889                                           | Proclamation de la République                                                                       | 7 septembre 1822                      | Déclaration d'indépendance | 11 novembre 1903                                                | Signature du traité de Petrópolis avec la Bolivie par lequel le Brésil acquiert les territoires d'Acre en échange de terres dans le Mato Grosso     |
| Brésil                          | 1889                                           | Proclamation de la République                                                                       | 29 septembre 1825                     | Indépendance reconnue par le royaume de Portugal                                                                                 | 11 novembre 1903                                                | Signature du traité de Petrópolis avec la Bolivie par lequel le Brésil acquiert les territoires d'Acre en échange de terres dans le Mato Grosso     |
| Canada                          |                                                | | 1er juillet 1867                      | Naissance de la Confédération canadienne                                                                                         | 1er avril 1999                                                  | Le Nunavut devient le 3e territoire de la Confédération                                                                                             |
| Canada                          | 11 décembre 1931                               | Le Statut de Westminster abolit les quelques pouvoirs qu'avait conservé le gouvernement britannique |                                       | | 1er avril 1999                                                  | Le Nunavut devient le 3e territoire de la Confédération                                                                                             |
| Chili                           | 18 octobre 1810                                | Gouvernement de la Junta du Chili et proclamation de la république du Chili                         | 12 février 1818                       | Indépendance déclarée par l'Espagne                                                                                              | 3 juillet 1929                                                  | Le Chili reçoit la région d'Arica grâce au traité de Lima                                                                                           |
| Chili                           | 18 octobre 1810                                | Gouvernement de la Junta du Chili et proclamation de la république du Chili                         | 25 avril 1844                         | Indépendance reconnue par l'Espagne                                                                                              | 3 juillet 1929                                                  | Le Chili reçoit la région d'Arica grâce au traité de Lima                                                                                           |
| Colombie                        |                                                | | 10 juillet 1810                       | Indépendance déclarée vis-à-vis de l'Espagne                                                                                     | 3 novembre 1903                                                 | Séparation du Panama vis-à-vis de la Colombie |
| Colombie                        | 7 septembre 1819                               | Indépendance reconnue par l'Espagne                                                                 |                                       | | 3 novembre 1903                                                 | Séparation du Panama vis-à-vis de la Colombie |
| Costa Rica                      |                                                | | 15 octobre 1821                       | Le Costa Rica devient membre de la république fédérale d'Amérique centrale, qui déclare son indépendance vis-à-vis de l'Espagne  | 25 août 1824                                                    | Partido de Nicoya |
| Cuba                            |                                                | | 10 décembre 1898                      | Indépendance de l'Espagne reconnue par le traité de Paris                                                                        |                                                                 | |
| Dominique                       |                                                | | 27 février 1967                       | Devient un État à souveraineté associée du Royaume-Uni                                                                           |                                                                 | |
| Dominique                       | 3 novembre 1978                                | Indépendance vis-à-vis du Royaume-Uni                                                               |                                       | |                                                                 | |
| République dominicaine          |                                                | | 3 mars 1865                           | Indépendance de l'Espagne |                                                                 | |
| Équateur                        | 10 septembre 1809                              | | 24 mai 1822                           | Indépendance vis-à-vis de l'Espagne de la Grande Colombie, dont l'Équateur fait partie                                           | 26 février 1942                                                 | Le protocole de Rio met fin aux conflits de frontière avec le Pérou                                                                                 |
| Équateur                        | 10 septembre 1809                              | 13 mai 1830                                                                                         | Dissolution de la Grande Colombie     | | 26 février 1942                                                 | Le protocole de Rio met fin aux conflits de frontière avec le Pérou                                                                                 |
| États-Unis                      | 17 septembre 1787                              | Ratification d'une Constitution, qui remplace les Articles de la Confédération                      | 4 juillet 1776                        | Indépendance déclarée vis-à-vis de la Grande-Bretagne                                                                            | 21 août 1959                                                    | Hawaï devient le 50e État de l'Union |
| États-Unis                      | 17 septembre 1787                              | Ratification d'une Constitution, qui remplace les Articles de la Confédération                      | 3 septembre 1783                      | Indépendance reconnue par le royaume de Grande-Bretagne                                                                          | 21 août 1959                                                    | Hawaï devient le 50e État de l'Union |
| Grenade                         |                                                | | 27 février 1967                       | Devient un « État à souveraineté associée » du Royaume-Uni                                                                       |                                                                 | |
| Grenade                         | 7 février 1974                                 | Indépendance totale reconnue par le Royaume-Uni                                                     |                                       | |                                                                 | |
| Guatemala                       |                                                | | 15 septembre 1821                     | Le Guatemala devient membre de la république fédérale d'Amérique centrale, qui déclare son indépendance vis-à-vis de l'Espagne   |                                                                 | |
| Guyana                          |                                                | | 26 mai 1966                           | Indépendance vis-à-vis du Royaume-Uni                                                                                            |                                                                 | |
| Haïti                           |                                                | | 1er janvier 1804                      | La colonie française de Saint-Domingue gagne son indépendance sous le nom de Haïti.                                              | 27 février 1844                                                 | La République dominicaine gagne son indépendance de Haïti                                                                                           |
| Honduras                        |                                                | | 15 septembre 1821                     | Le Honduras devient un membre de la république fédérale d'Amérique centrale, qui déclare son indépendance vis-à-vis de l'Espagne | 1er septembre 1972                                              | Les îles Swan reviennent au Honduras après leur occupation par les États-Unis                                                                       |
| Jamaïque                        |                                                | | 6 août 1962                           | Indépendance vis-à-vis du Royaume-Uni                                                                                            |                                                                 | |
| Mexique                         |                                                | | 16 septembre 1821                     | Indépendance vis-à-vis de l'Espagne                                                                                              | 30 décembre 1853                                                | Acquisition par les États-Unis de territoires mexicains (achat Gadsden)                                                                             |
| Mexique                         | 24 août 1821                                   | Indépendance reconnue par l'Espagne dans le traité de Córdoba                                       |                                       | | 30 décembre 1853                                                | Acquisition par les États-Unis de territoires mexicains (achat Gadsden)                                                                             |
| Nicaragua                       |                                                | | 15 septembre 1821                     | Le Nicaragua devient membre de la république fédérale d'Amérique centrale, qui déclare son indépendance vis-à-vis de l'Espagne   |                                                                 | |
| Nicaragua                       | 11 mai 1838                                    | Indépendance vis-à-vis de la république fédérale d'Amérique centrale                                |                                       | |                                                                 | |
| Panama                          |                                                | | 28 novembre 1821                      | Indépendance du Panama vis à vis du royaume d'Espagne                                                                            | 1er octobre 1979                                                | Les États-Unis restituent le canal de Panama |
| Paraguay                        |                                                | | 14 mai 1811                           | Indépendance déclarée vis-à-vis de l'Espagne                                                                                     | 1938                                                            | Paraguay récupère une grande partie du Gran Chaco à la suite de la guerre du Chaco                                                                  |
| Pérou                           |                                                | | 28 juillet 1821                       | Indépendance déclarée vis-à-vis de l'Espagne                                                                                     | 26 février 1942                                                 | Le protocole de Rio met fin aux conflits de frontière avec l'Équateur                                                                               |
| Pérou                           | 1879                                           | Indépendance reconnue par l'Espagne                                                                 |                                       | | 26 février 1942                                                 | Le protocole de Rio met fin aux conflits de frontière avec l'Équateur                                                                               |
| Saint-Christophe-et-Niévès      |                                                | | 27 février 1967                       | Devient un État à souveraineté associée du Royaume-Uni                                                                           | 19 décembre 1980                                                | Anguilla est séparée de Saint-Christophe-Niévès-Anguilla                                                                                            |
| Saint-Christophe-et-Niévès      | 19 septembre 1983                              | Indépendance vis-à-vis du Royaume-Uni                                                               |                                       | | 19 décembre 1980                                                | Anguilla est séparée de Saint-Christophe-Niévès-Anguilla                                                                                            |
| Saint-Vincent-et-les-Grenadines |                                                | | 27 octobre 1969                       | Devient un État à souveraineté associée du Royaume-Uni                                                                           |                                                                 | |
| Saint-Vincent-et-les-Grenadines | 27 octobre 1979                                | Indépendance vis-à-vis du Royaume-Uni                                                               |                                       | |                                                                 | |
| Sainte-Lucie                    |                                                | | 27 février 1967                       | Devient un État à souveraineté associée du Royaume-Uni                                                                           |                                                                 | |
| Sainte-Lucie                    | 22 février 1979                                | Indépendance vis-à-vis du Royaume-Uni                                                               |                                       | |                                                                 | |
| Salvador                        |                                                | | 15 septembre 1821                     | Le Salvador devient membre de la république fédérale d'Amérique centrale, qui déclare son indépendance vis-à-vis de l'Espagne    |                                                                 | |
| Salvador                        | 2 février 1841                                 | Indépendance vis-à-vis de la république fédérale d'Amérique centrale                                |                                       | |                                                                 | |
| Suriname                        |                                                | | 15 décembre 1954                      | Autonomie gouvernementale accordée par les Pays-Bas                                                                              |                                                                 | |
| Suriname                        | 25 novembre 1975                               | Indépendance vis-à-vis des Pays-Bas                                                                 |                                       | |                                                                 | |
| Trinité-et-Tobago               |                                                | | 31 août 1962                          | Indépendance vis-à-vis du Royaume-Uni                                                                                            |                                                                 | |
| Uruguay                         |                                                | | 25 août 1825                          | Indépendance déclarée de l'Espagne et rejoint l'union des Provinces-Unies du Río de la Plata (actuellement, l'Argentine)         |                                                                 | |
| Uruguay                         | 27 août 1828                                   | Signature du traité de Montevideo, qui reconnaît l’indépendance de l’Uruguay                        |                                       | |                                                                 | |
| Venezuela                       |                                                | | 5 juillet 1811                        | Indépendance déclarée vis-à-vis de l'Espagne                                                                                     |                                                                 | |

### Asie
| Pays                          | Naissance de la forme actuelle de gouvernement                                               | Naissance de la forme actuelle de gouvernement                                                                        | Date de l’acquisition de souveraineté | Date de l’acquisition de souveraineté                                                                                  | Date de la plus récente modification territoriale significative | Date de la plus récente modification territoriale significative |
| Pays                          | Date                                                                                         | Événement | Date                                  | Événement | Date                                                            | Événement |
| ----------------------------- | -------------------------------------------------------------------------------------------- | --- | ------------------------------------- | --- | --------------------------------------------------------------- | --- |
| Afghanistan                   |                                                                                              | | 19 août 1919                          | Le traité de Rawalpindi donne à l'Afghanistan le contrôle de ses affaires internes, vis-à-vis du Royaume-Uni           |                                                                 | |
| Arabie saoudite               | 23 septembre 1932                                                                            | Les régions d'Al-Hassa, Qatif, Nejd et Hedjaz sont unifiées pour devenir l'Arabie saoudite                            | 20 mai 1927                           | Les royaumes de Nejd et d'Hejaz sont reconnus comme indépendants par le traité de Djeddah                              | 12 juin 2000                                                    | La frontière avec le Yémen est tracée par le traité de Djeddah |
| Arménie                       | 28 mai 1918                                                                                  | Établissement de la république d'Arménie                                                                              | 23 septembre 1990                     | Indépendance déclarée vis-à-vis de l'Union soviétique                                                                  | 5 décembre 1936                                                 | Établissement de la république socialiste soviétique d'Arménie |
| Arménie                       | 21 septembre 1991                                                                            | Indépendance reconnue par l'Union soviétique                                                                          | 23 septembre 1990                     | Indépendance déclarée vis-à-vis de l'Union soviétique                                                                  | 5 décembre 1936                                                 | Établissement de la république socialiste soviétique d'Arménie |
| Azerbaïdjan                   | 28 mai 1918                                                                                  | Établissement de la république démocratique d'Azerbaïdjan                                                             | 18 octobre 1991                       | Déclaration d'indépendance vis-à-vis de l'Union soviétique                                                             | 28 avril 1920                                                   | Établissement de la république socialiste soviétique d'Azerbaïdjan |
| Bahreïn                       |                                                                                              | | 15 août 1971                          | Indépendance vis-à-vis du Royaume-Uni                                                                                  | 1er juillet 1521                                                | Le Portugal conquiert le territoire actuel |
| Bangladesh                    |                                                                                              | | 26 mars 1971                          | Indépendance déclarée vis-à-vis du Pakistan                                                                            |                                                                 | |
| Bhoutan                       |                                                                                              | | 1885                                  | Ugyen Wangchuck met fin à la guerre civile et unifie le Bhoutan                                                        | 11 novembre 1865                                                | Traité de Sinchula |
| Birmanie                      |                                                                                              | | 4 janvier 1948                        | Déclaration d'indépendance vis-à-vis de l'Empire britannique                                                           | 1956                                                            | Établissement des frontières avec la république populaire de Chine |
| Brunei                        |                                                                                              | | 1er janvier 1984                      | Brunei regagne son indépendance à la suite d'un accord avec le Royaume-Uni conclu le 4 janvier 1979                    |                                                                 | |
| Cambodge                      | 24 septembre 1993,                                                                           | Promulgation de la constitution qui rétablit le royaume du Cambodge.                                                  | 9 novembre 1953                       | Retour de l'Indépendance du royaume après 90 ans de présence coloniale française                                       | 23 mars 1907                                                    | Traité franco-siamois qui entérine le retour au Cambodge des provinces de Battambang, Siem Reap et Sisophon ainsi que du temple de Preah Vihear.                                 |
| République populaire de Chine | 1er octobre 1949                                                                             | Établissement de la république populaire de Chine (RPC) à l'approche de la fin de la guerre civile chinoise           | 14 septembre 1368                     | Victoire du mouvement des Turbans rouges. Toghan Tèmur s’enfuit de Pékin. Fondation de la dynastie Ming.               | 20 décembre 1999                                                | Transfert de souveraineté de Macao du Portugal vers la république populaire de Chine                                                                                             |
| République populaire de Chine | 1er octobre 1949                                                                             | Établissement de la république populaire de Chine (RPC) à l'approche de la fin de la guerre civile chinoise           | 14 septembre 1368                     | Victoire du mouvement des Turbans rouges. Toghan Tèmur s’enfuit de Pékin. Fondation de la dynastie Ming.               | 30 juin 1997                                                    | Transfert de souveraineté de Hong Kong du Royaume-Uni vers la république populaire de Chine                                                                                      |
| Corée du Nord                 |                                                                                              | | 9 septembre 1948                      | Déclaration de la création de la Corée du Nord                                                                         | 27 juillet 1953                                                 | Le cessez-le-feu de la guerre de Corée établit une frontière le long de la ligne de démarcation militaire                                                                        |
| Corée du Sud                  |                                                                                              | | 15 août 1948                          | La république de Corée du Sud est créée                                                                                | 27 juillet 1953                                                 | Le cessez-le-feu de la guerre de Corée établit une frontière le long de la ligne de démarcation militaire                                                                        |
| Émirats arabes unis           |                                                                                              | | 2 décembre 1971                       | Fin du traité liant les Émirats au Royaume-Uni                                                                         | 11 février 1972                                                 | Ras el Khaïmah se joint aux EAU |
| Géorgie                       | 26 mai 1918                                                                                  | Établissement de la République géorgienne                                                                             | 9 avril 1991                          | Indépendance vis-à-vis de l’Union soviétique                                                                           | 23 juillet 1992                                                 | L'Abkhazie déclare son indépendance vis-à-vis de la Géorgie |
| Géorgie                       | 26 mai 1918                                                                                  | Établissement de la République géorgienne                                                                             | 9 avril 1991                          | Indépendance vis-à-vis de l’Union soviétique                                                                           | 28 novembre 1991                                                | L'Ossétie du Sud déclare son indépendance vis-à-vis de la Géorgie |
| Inde                          |                                                                                              | | 15 août 1947                          | Indépendance vis-à-vis du Royaume-Uni                                                                                  | 1947 - 16 mai 1975                                              | Les royaumes du Machilipatnam, Kozhikode, Surate, Jammu-et-Cachemire, Hyderâbâd, Gujarat, Chandernagor, Pondichéry, Goa, Daman, Diu et Sikkim rejoignent la république de l'Inde |
| Indonésie                     | 18 août 1945                                                                                 | Ratification de la constitution indonésienne par le Comité préparatoire de l'indépendance indonésienne                | 17 août 1945                          | Déclaration d'indépendance vis-à-vis du Japon                                                                          | 20 mai 2005                                                     | Indépendance du Timor oriental, précédemment administré par l'Indonésie |
| Indonésie                     | 18 août 1945                                                                                 | Ratification de la constitution indonésienne par le Comité préparatoire de l'indépendance indonésienne                | 27 décembre 1949                      | Indépendance reconnue vis-à-vis des Pays-Bas                                                                           | 20 mai 2005                                                     | Indépendance du Timor oriental, précédemment administré par l'Indonésie |
| Irak                          |                                                                                              | | 3 octobre 1932                        | Formation du royaume d'Irak                                                                                            |                                                                 | |
| Iran                          |                                                                                              | | 1477                                  | Fin du contrôle Timouride                                                                                              | 6 mars 1975                                                     | Les accords d'Alger établissent les frontières avec l'Irak |
| Israël                        |                                                                                              | | 14 mai 1948                           | Ratification de la Déclaration d'indépendance de l'État d'Israël avant l'expiration du mandat britannique en Palestine | 26 octobre 1994                                                 | Signature du traité de paix israélo-jordanien, rétrocédant des territoires occupés à la Jordanie                                                                                 |
| Japon                         | 3 mai 1947                                                                                   | Constitution du Japon : l'empereur est destitué d'une partie de ses pouvoirs et un État démocratique est mis en place | 28 avril 1952                         | Application du traité de San Francisco : fin officielle de la Seconde Guerre mondiale et fin de l'occupation du Japon  | 14 mai 1972                                                     | Rétrocession des Îles Ryūkyū au Japon et fin de leur administration par les États-Unis                                                                                           |
| Jordanie                      |                                                                                              | | 25 mai 1946                           | Fin du mandat britannique en Palestine                                                                                 | 26 octobre 1994                                                 | Signature du traité de paix israélo-jordanien, rétrocédant des territoires occupés à la Jordanie                                                                                 |
| Kazakhstan                    |                                                                                              | | 16 décembre 1991                      | Indépendance vis-à-vis de l’Union soviétique                                                                           |                                                                 | |
| Kirghizistan                  |                                                                                              | | 31 août 1991                          | Indépendance vis-à-vis de l’Union soviétique                                                                           |                                                                 | |
| Koweït                        |                                                                                              | | 28 février 1991                       | Fin de l'occupation irakienne et de la guerre du Golfe)                                                                | 18 décembre 1969                                                | Division des frontières entre l'Irak et le Koweït |
| Laos                          |                                                                                              | | 19 juillet 1949                       | Indépendance vis-à-vis de la France                                                                                    |                                                                 | |
| Liban                         | 23 mai 1926                                                                                  | Formation de la République libanaise                                                                                  | 26 novembre 1941                      | Indépendance vis-à-vis du mandat français                                                                              | 1er septembre 1920                                              | La France établit un état du Grand Liban |
| Liban                         | 23 mai 1926                                                                                  | Formation de la République libanaise                                                                                  | 22 novembre 1943                      | Indépendance vis-à-vis de la France reconnue                                                                           | 1er septembre 1920                                              | La France établit un état du Grand Liban |
| Malaisie                      |                                                                                              | | 31 août 1957                          | Indépendance vis-à-vis du Royaume-Uni                                                                                  | 9 août 1965                                                     | Singapour fait sécession |
| Malaisie                      | 16 septembre 1963                                                                            | La Malaisie après la fin de la fédération de Malaisie                                                                 |                                       | | 9 août 1965                                                     | Singapour fait sécession |
| Maldives                      |                                                                                              | | 26 juillet 1965                       | Indépendance vis-à-vis du Royaume-Uni                                                                                  |                                                                 | |
| Mongolie                      |                                                                                              | | 29 décembre 1911                      | Proclamation de l'indépendance vis-à-vis de la dynastie Qing                                                           |                                                                 | |
| Népal                         | 28 mai 2008                                                                                  | Formation de la République népalaise                                                                                  | 21 décembre 1768                      | Unification du Népal                                                                                                   | 2 décembre 1815                                                 | Fin de la guerre des Gurkhas |
| Oman                          |                                                                                              | | 26 janvier 1605                       | Expulsion des portugais                                                                                                |                                                                 | |
| Ouzbékistan                   |                                                                                              | | 31 août 1991                          | Indépendance vis-à-vis de l’Union soviétique                                                                           |                                                                 | |
| Pakistan                      |                                                                                              | | 14 août 1947                          | Indépendance vis-à-vis du Royaume-Uni et partition de l'Inde, création du dominion du Pakistan                         | 16 décembre 1971                                                | De facto : la province du Pakistan oriental est dissoute à la suite de l'échec de la révolte du Pakistan Oriental                                                                |
| Pakistan                      | 22 février 1974                                                                              | De jure : reconnaissance par le Pakistan du Bangladesh (ancien Pakistan oriental) en tant qu'État indépendant         | 14 août 1947                          | Indépendance vis-à-vis du Royaume-Uni et partition de l'Inde, création du dominion du Pakistan                         |                                                                 | |
| Philippines                   | 12 juin 1898 (Création de la première république des Philippines et constitution de Malolos) | Constitution de la république des Philippines de 1935                                                                 | 24 mars 1935                          | Le Commonwealth des Philippines est établi                                                                             | 23 janvier 1928                                                 | L'île de Palmas est attribué aux Pays-Bas sous le nom d'Indes orientales néerlandaises                                                                                           |
| Philippines                   | 12 juin 1898 (Création de la première république des Philippines et constitution de Malolos) | Constitution de la république des Philippines de 1935                                                                 | 12 juin 1898                          | Déclaration d'indépendance des Philippines vis à vis de l'Espagne proclamée par le général Emilio Aguinaldo            | 23 janvier 1928                                                 | L'île de Palmas est attribué aux Pays-Bas sous le nom d'Indes orientales néerlandaises                                                                                           |
| Qatar                         |                                                                                              | | 3 septembre 1971                      | Indépendance vis-à-vis du Royaume-Uni                                                                                  |                                                                 | |
| Singapour                     |                                                                                              | | 3 juin 1959                           | Gouvernance autonome vis-à-vis du Royaume-Uni                                                                          |                                                                 | |
| Singapour                     | 9 août 1965                                                                                  | Separation avec la Malaisie                                                                                           |                                       | |                                                                 | |
| Sri Lanka                     |                                                                                              | | 4 février 1948                        | Intégration dans le Commonwealth of Nations                                                                            |                                                                 | |
| Sri Lanka                     | 22 mai 1972                                                                                  | Indépendance totale vis-à-vis du Royaume-Uni                                                                          |                                       | |                                                                 | |
| Syrie                         |                                                                                              | | 28 septembre 1961                     | Fin de la République arabe unie                                                                                        |                                                                 | |
| Tadjikistan                   |                                                                                              | | 9 septembre 1991                      | Indépendance vis-à-vis de l’Union soviétique                                                                           |                                                                 | |
| Taïwan                        | 10 octobre 1911                                                                              | Après la révolution Xinhai, la république de Chine remplace la Dynastie Qing                                          | 7 décembre 1949                       | Le gouvernement de la république de Chine se déplace à Taïwan après la guerre civile chinoise                          | 25 février 1955                                                 | Retraite de la république de Chine des îles de la mer de Chine méridionale |
| Thaïlande                     |                                                                                              | | 1776                                  | Réunification de la Thaïlande                                                                                          | 10 mars 1909                                                    | Traité de Bangkok divisant le Siam entre le royaume du Siam et l'Empire britannique                                                                                              |
| Timor oriental                |                                                                                              | | 28 novembre 1975                      | Le Timor oriental déclare son indépendance mais l'Indonésie engage une action militaire                                |                                                                 | |
| Timor oriental                | 20 mai 2002                                                                                  | Reconnaissance de l'indépendance du Timor oriental par la communauté internationale et les Nations unies              |                                       | |                                                                 | |
| Turkménistan                  |                                                                                              | | 27 octobre 1991                       | Indépendance vis-à-vis de l’Union soviétique                                                                           |                                                                 | |
| Viêt Nam                      | 19 août 1945                                                                                 | Jour dit "révolution du mois d'Août" marquant la prise de pouvoir des Vietnamiens dans la colonie française.          | 2 septembre 1945                      | Déclaration d'Indépendance                                                                                             | 30 avril 1975                                                   | Réunification du Nord Vietnam et du Sud Vietnam |
| Yémen                         |                                                                                              | | 22 mai 1990                           | Unification de la république arabe du Yémen et de la république démocratique populaire du Yémen                        | 22 mai 1990                                                     | Unification de la république arabe du Yémen et de la république démocratique populaire du Yémen                                                                                  |

### Europe
| Pays               | Naissance de la forme actuelle de gouvernement | Naissance de la forme actuelle de gouvernement | Date de l’acquisition de souveraineté           | Date de l’acquisition de souveraineté | Date de la plus récente modification territoriale significative | Date de la plus récente modification territoriale significative |
| Pays               | Date                                           | Événement | Date                                            | Événement | Date                                                            | Événement |
| ------------------ | ---------------------------------------------- | --- | ----------------------------------------------- | --- | --------------------------------------------------------------- | --- |
| Albanie            |                                                | | 28 novembre 1912                                | Déclaration d'indépendance vis-à-vis de l'Empire ottoman | 29 avril 1991                                                   | La république d'Albanie remplace la république populaire d'Albanie |
| Albanie            | 29 juillet 1913                                | Reconnaissance de l'indépendance dans le traité de Londres |                                                 | | 29 avril 1991                                                   | La république d'Albanie remplace la république populaire d'Albanie |
| Allemagne          | 23 mai 1949                                    | La République fédérale d'Allemagne obtient sa souveraineté | 2 février 962                                   | Fondation du Saint-Empire romain germanique | 3 octobre 1990                                                  | Réunification de l'Allemagne de l'Ouest et de l'Allemagne de l'Est |
| Allemagne          | 23 mai 1949                                    | La République fédérale d'Allemagne obtient sa souveraineté | 18 janvier 1871                                 | Fondation de l'Empire allemand | 3 octobre 1990                                                  | Réunification de l'Allemagne de l'Ouest et de l'Allemagne de l'Est |
| Andorre            | 8 septembre 1278                               | Paréage | 780                                             | Création de l'État |                                                                 | |
| Autriche           |                                                | | 15 mai 1955                                     | Le traité d'État autrichien restaure la souveraineté et la neutralité de l'Autriche | 14 décembre 1921                                                | La ville de Sopron est transférée à la Hongrie par plébiscite |
| Biélorussie        |                                                | | 27 juillet 1990                                 | Déclaration de souveraineté de la république de Biélorussie | 1945                                                            | Ligne Curzon de démarcation entre la Pologne et la Russie |
| Biélorussie        | 25 août 1991                                   | Indépendance reconnue par l'URSS |                                                 | | 1945                                                            | Ligne Curzon de démarcation entre la Pologne et la Russie |
| Belgique           | 21 juillet 1831                                | Le roi Leopold Ier de Belgique prête serment | 4 octobre 1830                                  | L'indépendance est proclamée par le Congrès national | 28 juin 1919                                                    | Le traité de Versailles permet l'annexion des cantons de l'Est |
| Belgique           | 21 juillet 1831                                | Le roi Leopold Ier de Belgique prête serment | 28 mai 1839                                     | Reconnaissance de l'indépendance dans le traité des XXIV articles | 28 juin 1919                                                    | Le traité de Versailles permet l'annexion des cantons de l'Est |
| Bosnie-Herzégovine |                                                | | 5 mars 1992                                     | Déclaration d’indépendance | 25 novembre 1943                                                | Établissement de l'État bosniaque au sein de la république fédérative socialiste de Yougoslavie |
| Bulgarie           | 10 novembre 1989                               | La république populaire de Bulgarie est remplacée par la république de Bulgarie | 3 mars 1878                                     | Création d'une principauté de Bulgarie indépendante de l'Empire ottoman au traité de San Stefano | 7 septembre 1940                                                | La région de Dobroudja est retournée à la Bulgarie |
| Chypre             |                                                | | 16 août 1960                                    | Indépendance vis-à-vis du Royaume-Uni |                                                                 | |
| Croatie            |                                                | | 25 juin 1991 (925: royaume reconnu par le pape) | Déclaration d'indépendance vis-à-vis de la république fédérative socialiste de Yougoslavie |                                                                 | |
| Danemark           |                                                | | 958 (ou antérieur)                              | Les pierres de Jelling sont considérées comme le certificat de naissance du Danemark, lors de sa christianisation | 15 juin 1920                                                    | Le Sønderjylland est récupéré sur l'Allemagne |
| Espagne            |                                                | | 21 janvier 1479                                 | Union des couronnes de Castile et d'Aragon par les rois catholiques : Isabelle Ire de Castille et Ferdinand II d'Aragon 2 mai 1808 : début de la révolte nationale contre les troupes françaises de Napoléon et proclamation d'indépendance vis-à-vis de la France                                                                                       | 6 juin 1801                                                     | L'Espagne prend la région d'Olivence à la suite de la guerre des Oranges |
| Estonie            | 24 février 1918                                | Déclaration d'indépendance et de la république d'Estonie | 24 février 1918                                 | Déclaration d'indépendance vis-à-vis de l'Empire russe | 1er juillet 1920                                                | De jure: Signature du traité sur les frontières entre l'Estonie et la Lettonie dans lequel Valga fut cédé à l'Estonie                                                                                 |
| Estonie            | 24 février 1918                                | Déclaration d'indépendance et de la république d'Estonie | 20 août 1991                                    | Indépendance reconnue par l'URSS et fin de son occupation | 1er janvier 1945                                                | De facto: Établissement du fleuve Narva comme frontière avec la Russie |
| Finlande           |                                                | | 6 décembre 1917                                 | Déclaration d'indépendance vis-à-vis de l'Empire russe | 1956                                                            | La ville de Porkkala est rendue par l'URSS |
| Finlande           | 3 janvier 1918                                 | L'indépendance de la Finlande est reconnue par le haut corps exécutif soviétique                                                                                                   |                                                 | | 1956                                                            | La ville de Porkkala est rendue par l'URSS |
| France             | 5 octobre 1958                                 | Naissance de l'actuelle Cinquième République | août 843                                        | Traité de Verdun | 5 juillet 1962                                                  | Départements d'Algérie française : Indépendance de l'Algérie |
| Grèce              | 1975                                           | Établissement de la Troisième République | 1er janvier 1822                                | Indépendance vis-à-vis de l'Empire ottoman | 10 février 1947                                                 | traité de paix avec l'Italie reconnaît le Dodécanèse à la Grèce |
| Hongrie            | 23 octobre 1989                                | Proclamation de la république de Hongrie | 25 décembre 1000                                | Fondation du royaume de Hongrie | 10 février 1947                                                 | Retour aux frontières de 1920 |
| Hongrie            | 9 juin 1991                                    | Fin de 46 ans d’occupation soviétique | 14 avril 1849                                   | Indépendance vis-à-vis de l'Empire des Habsbourgs | 10 février 1947                                                 | Retour aux frontières de 1920 |
| Irlande            |                                                | | 1919                                            | Premier parlement irlandais élu (Dáil Éireann) déclarant son indépendance vis-à-vis du Royaume-Uni | 8 décembre 1922                                                 | L'Irlande du Nord est maintenue sous domination britannique |
| Islande            | 930                                            | Réunion de l'Althing (premier parlement islandais) et établissement de la république d'Islande                                                                                     | 17 juin 1944                                    | Sécession de l'île d'Islande du royaume du Danemark en tant que république indépendante | 1er septembre 1972                                              | Expansion de la zone économique exclusive islandaise |
| Islande            | 930                                            | Réunion de l'Althing (premier parlement islandais) et établissement de la république d'Islande                                                                                     | 1946                                            | Départ des dernières troupes américaines | 1er septembre 1972                                              | Expansion de la zone économique exclusive islandaise |
| Italie             | 17 mars 1861                                   | Unification italienne | 7 av. J.-C.                                     | Italie romaine | 26 octobre 1954                                                 | Rattachement de la ville de Trieste |
| Italie             | 17 mars 1861                                   | Unification italienne | 25 avril 1945                                   | Rétablissement de l'État italien | 10 novembre 1975                                                | Signature du traité d'Osimo qui divise le territoire libre de Trieste entre l'Italie et la Yougoslavie                                                                                                |
| Kosovo             |                                                | | 17 février 2008                                 | Indépendance déclarée vis-à-vis de la Serbie |                                                                 | |
| Lettonie           |                                                | | 18 novembre 1918                                | Indépendance déclarée vis-à-vis de l'Allemagne et la Russie | 1944                                                            | L'oblast de Pskov est cédé à la république socialiste fédérative soviétique de Russie |
| Lettonie           | 4 mai 1990                                     | Indépendance reconnue par l'URSS et fin de l'occupation |                                                 | | 1944                                                            | L'oblast de Pskov est cédé à la république socialiste fédérative soviétique de Russie |
| Liechtenstein      |                                                | | 19 octobre 1813                                 | Dissolution de la confédération du Rhin | 23 janvier 1719                                                 | Achat de Vaduz |
| Lituanie           |                                                | | 16 février 1918                                 | Indépendance déclarée vis-à-vis de l'Allemagne et la Russie | 27 octobre 1939 et 3 août 1940                                  | Dzūkija est cédé à la Lituanie |
| Lituanie           | 11 mars 1990                                   | Indépendance reconnue par l'URSS et fin de l'occupation |                                                 | | 27 octobre 1939 et 3 août 1940                                  | Dzūkija est cédé à la Lituanie |
| Luxembourg         | 1945                                           | Fin de l'occupation allemande lors de la Seconde Guerre mondiale | 19 avril 1839                                   | Partition du Luxembourg par le traité de Londres |                                                                 | |
| Macédoine          |                                                | | 8 septembre 1991                                | Déclaration d'indépendance vis-à-vis de la république fédérative socialiste de Yougoslavie, après référendum |                                                                 | |
| Malte              |                                                | | 21 septembre 1964                               | Indépendance vis-à-vis du Royaume-Uni |                                                                 | |
| Moldavie           |                                                | | 27 août 1991                                    | Indépendance reconnue par l'URSS | 2 août 1940                                                     | Formation de la République socialiste soviétique moldave |
| Monaco             |                                                | | 1861                                            | Souveraineté de Monaco confirmée par le traité franco-monégasque |                                                                 | |
| Monténégro         |                                                | | 3 juin 2006                                     | Déclaration d'indépendance vis-à-vis de la Serbie-et-Monténégro |                                                                 | |
| Norvège            | 7 juin 1905                                    | Dissolution de l'union entre la Norvège et la Suède | 8 mai 1945                                      | Fin de l'occupation allemande lors de la Seconde Guerre mondiale | 27 février 1930                                                 | L'île Jan Mayen est rattachée au royaume de Norvège |
| Pays-Bas           | 30 janvier 1648                                | Signature du traité de Münster reconnaissant l'indépendance des Pays-Bas vis-à-vis de l'Espagne                                                                                    | 5 mai 1945                                      | Fin de l'occupation allemande lors de la Seconde Guerre mondiale | 19 avril 1839                                                   | Le royaume uni des Pays-Bas est divisé par le traité de Londres |
| Pologne            | 4 juin 1989                                    | Le premier parlement libre est nommé après 45 ans d’occupation soviétique | 14 avril 966                                    | Fondation du royaume de Pologne | 15 février 1951                                                 | Traité d'ajustement des frontières entre la Pologne et l'Union soviétique |
| Pologne            | 4 juin 1989                                    | Le premier parlement libre est nommé après 45 ans d’occupation soviétique | 11 novembre 1918                                | Indépendance vis-à-vis de l'Empire allemand, de l'Empire russe et de l'Autriche-Hongrie. | 15 février 1951                                                 | Traité d'ajustement des frontières entre la Pologne et l'Union soviétique |
| Portugal           | 25 avril 1974                                  | Fin de l'Estado Novo (régime autoritaire d'António de Oliveira Salazar) | 26 juillet 1139                                 | Le comté de Portugal acquiert son indépendance du royaume de León après la bataille d'Ourique, comme un royaume chrétien issu de la Reconquista. Reconnu par le royaume de León en 1143 et par le pape en 1179. 1er décembre 1640 restauration de l'indépendance du Portugal vis à vis de l'Espagne après la fin de la guerre de restauration portugaise | 6 juin 1801                                                     | L'Espagne occupe la ville d'Olivence depuis la guerre des Oranges |
| Roumanie           |                                                | | 21 mai 1877                                     | Déclaration d'indépendance vis-à-vis de l'Empire ottoman |                                                                 | |
| Roumanie           | 13 juillet 1878                                | Indépendance reconnue internationalement par le traité de Berlin |                                                 | |                                                                 | |
| Royaume-Uni        | 1er mai 1707                                   | L'Acte d'Union met en vigueur les négociations du traité de l'Union et établit le royaume de Grande-Bretagne, puis le Royaume-Uni de Grande-Bretagne et d'Irlande                  | 1er mai 1707                                    | L'Acte d'Union de 1707 est prolongé par l'Acte d'Union de 1801 | 6 décembre 1922                                                 | Perte de l'Irlande du sud, à la suite de la création de l'État libre d'Irlande convenue dans le traité anglo-irlandais, le Royaume-Uni devient le Royaume-Uni de Grande-Bretagne et d'Irlande du Nord |
| Saint-Marin        | 1243                                           | Formation d'un gouvernement républicain | 3 septembre 301                                 | Fondation de l'État de Saint-Marin | 1463                                                            | Acquisition de Fiorentino, Montegiardino, Serravalle et Faetano |
| Serbie             | 5 juin 2006                                    | La république de Serbie est déclarée comme successeur légal de la Serbie-et-Monténégro, achevant le processus de dissolution de la république fédérative socialiste de Yougoslavie | 8 mars 1945                                     | Le gouvernement de la république fédérative socialiste de Yougoslavie est formé après la fin de la Seconde Guerre mondiale | 17 février 2008                                                 | La république du Kosovo déclare son indépendance de la Serbie |
| Slovaquie          |                                                | | 1er janvier 1993                                | Dissolution de la Tchécoslovaquie, créant la Slovaquie et la République tchèque |                                                                 | |
| Slovénie           |                                                | | 25 juin 1991                                    | Déclaration d’indépendance vis-à-vis de la république fédérative socialiste de Yougoslavie |                                                                 | |
| Suède              |                                                | | 6 juin 1523                                     | Gustav Vasa est élu Roi de Suède marquant la fin de l'union de Kalmar | 29 mars 1809                                                    | Perte de la Finlande au profit de l'Empire russe |
| Suisse             | 12 septembre 1848                              | La Confédération devient un État fédéral | 1er août 1291                                   | Établissement de la Confédération suisse |                                                                 | |
| République tchèque |                                                | | 28 octobre 1918                                 | Indépendance vis-à-vis de l'Autriche-Hongrie | 15 août 1198                                                    | Fondation du duché de Bohême |
| République tchèque | 1er janvier 1993                               | Dissolution de la Tchécoslovaquie, création de la République tchèque et de la Slovaquie                                                                                            |                                                 | |                                                                 | Fondation du duché de Bohême |
| Ukraine            |                                                | | 24 août 1991                                    | Indépendance vis-à-vis de l'URSS | 19 février 1954                                                 | Transfert de la Crimée de la république socialiste fédérative soviétique de Russie à la république socialiste soviétique d'Ukraine                                                                    |
| Vatican            | 25 mars 752                                    | Soumission de l’exarchat de Ravenne, naissance du pouvoir absolu du pape sous Étienne II                                                                                           | 7 juin 1929                                     | Ratification des accords du Latran, faisant du Vatican un État souverain | 11 février 1929                                                 | Signature des accords du Latran |

### Océanie
| Pays                        | Naissance de la forme actuelle de gouvernement | Naissance de la forme actuelle de gouvernement                                                      | Date de l’acquisition de souveraineté | Date de l’acquisition de souveraineté                                                         | Date de la plus récente modification territoriale significative | Date de la plus récente modification territoriale significative                                                             |
| Pays                        | Date                                           | Événement                                                                                           | Date                                  | Événement                                                                                     | Date                                                            | Événement |
| --------------------------- | ---------------------------------------------- | --------------------------------------------------------------------------------------------------- | ------------------------------------- | --------------------------------------------------------------------------------------------- | --------------------------------------------------------------- | --- |
| Australie                   |                                                | | 1er janvier 1901                      | Naissance de la Fédération de l'Australie                                                     | 16 septembre 1975                                               | La Papouasie-Nouvelle-Guinée est détachée de l'Australie                                                                    |
| Australie                   | 9 octobre 1942                                 | Le Statut de Westminster abolit les quelques pouvoirs qu'avait conservé le gouvernement britannique |                                       |                                                                                               | 16 septembre 1975                                               | La Papouasie-Nouvelle-Guinée est détachée de l'Australie                                                                    |
| Fidji                       |                                                | | 10 octobre 1970                       | Indépendance vis-à-vis du Royaume-Uni                                                         |                                                                 | |
| Kiribati                    |                                                | | 12 juillet 1979                       | Indépendance vis-à-vis du Royaume-Uni                                                         | 1er octobre 1975                                                | Séparation des Îles Gilbert (Kiribati) et des Îles Ellice (Tuvalu)                                                          |
| Îles Marshall               | 1er mai 1979                                   | Constitution et gouvernement local mis en place                                                     | 21 octobre 1986                       | Accord de libre association avec les États-Unis                                               |                                                                 | |
| États fédérés de Micronésie | 10 mai 1979                                    | Ratification de la constitution                                                                     | 3 novembre 1986                       | Accord de libre association avec les États-Unis                                               | 10 mai 1979                                                     | Yap, Chuuk, Pohnpei, et Kosrae se réunissent pour former les États fédérés de Micronésie                                    |
| Nauru                       |                                                | | 31 janvier 1968                       | Indépendance de la tutelle des Nations unies                                                  |                                                                 | |
| Nouvelle-Zélande            |                                                | | 26 septembre 1907                     | Naissance du dominion de Nouvelle-Zélande                                                     |                                                                 | |
| Nouvelle-Zélande            | 25 novembre 1947                               | Le Statut de Westminster abolit les quelques pouvoirs qu'avait conservé le gouvernement britannique |                                       |                                                                                               |                                                                 | |
| Palaos                      | 1er janvier 1981                               | Adoption de la constitution                                                                         | 1er octobre 1994                      | Indépendance de la tutelle des Nations unies                                                  |                                                                 | |
| Papouasie-Nouvelle-Guinée   |                                                | | 1er décembre 1973                     | Auto-gouvernance                                                                              |                                                                 | |
| Papouasie-Nouvelle-Guinée   | 16 septembre 1975                              | Indépendance vis-à-vis de l’Australie                                                               |                                       |                                                                                               |                                                                 | |
| Îles Salomon                |                                                | | 2 janvier 1976                        | Auto-gouvernance                                                                              |                                                                 | |
| Îles Salomon                | 7 juillet 1978                                 | Indépendance vis-à-vis du Royaume-Uni                                                               |                                       |                                                                                               |                                                                 | |
| Samoa                       |                                                | | 1er janvier 1962                      | Indépendance vis-à-vis de la Nouvelle-Zélande                                                 |                                                                 | |
| Tonga                       |                                                | | 4 juillet 1970                        | Indépendance vis-à-vis du Royaume-Uni                                                         | 4 décembre 1845                                                 | Unification des îles Tonga                                                                                                  |
| Tuvalu                      | 1er octobre 1975                               | Séparation des Îles Gilbert (Kiribati) et des Îles Ellice (Tuvalu)                                  | 1er octobre 1978                      | Indépendance vis-à-vis du Royaume-Uni                                                         | 7 février 1979                                                  | Traité avec les États-Unis reconnaissant le contrôle de Tuvalu sur les atolls Funafuti, Nukufetau, Nukulaelae, et Niulakita |
| Vanuatu                     |                                                | | 30 juillet 1980                       | Indépendance du condominium des Nouvelles-Hébrides vis-à-vis de la colonie franco-britannique |                                                                 | |

### Pays transcontinents
| Pays    | Naissance de la forme actuelle de gouvernement | Naissance de la forme actuelle de gouvernement         | Date de l’acquisition de souveraineté | Date de l’acquisition de souveraineté                                                                                 | Date de la plus récente modification territoriale significative | Date de la plus récente modification territoriale significative                                                                |
| Pays    | Date                                           | Événement                                              | Date                                  | Événement | Date                                                            | Événement |
| ------- | ---------------------------------------------- | ------------------------------------------------------ | ------------------------------------- | --- | --------------------------------------------------------------- | --- |
| Égypte  | 23 juillet 1952                                | Révolution égyptienne contre l'occupation britannique  | 28 février 1922                       | Reconnaissance formelle de l'indépendance par le Royaume-Uni, mais qui continue une occupation militaire              | 25 avril 1982                                                   | Retrait des dernières troupes israéliennes et des colons du Sinaï, comme prévu dans le traité de paix entre Israël et l'Égypte |
| Égypte  | 18 juin 1953                                   | Proclamation de la république                          | 18 juin 1956                          | Retrait des dernières troupes britanniques de la zone du canal de Suez                                                | 25 avril 1982                                                   | Retrait des dernières troupes israéliennes et des colons du Sinaï, comme prévu dans le traité de paix entre Israël et l'Égypte |
| Égypte  | 18 juin 1953                                   | Proclamation de la république                          | 28 septembre 1961                     | Dissolution de facto de la République arabe unie à la suite d'un coup d'État militaire par Haydar al-Kouzbari à Damas | 25 avril 1982                                                   | Retrait des dernières troupes israéliennes et des colons du Sinaï, comme prévu dans le traité de paix entre Israël et l'Égypte |
| Russie  | 12 juin 1990                                   | La fédération de Russie assure la succession de l'URSS | 1480                                  | La grande-principauté de Moscou assure son indépendance face à la Horde d'or                                          | 1991                                                            | 14 républiques prennent leur indépendance vis-a-vis de l'URSS                                                                  |
| Turquie | 29 octobre 1923                                | La Turquie s'auto-proclame république                  | 24 juillet 1923                       | Le traité de Lausanne reconnaît le nouvel État turc en tant que successeur de l'Empire ottoman                        | 29 janvier 1939                                                 | La province syrienne de Iskanderun est transférée par les Français au gouvernement turc, et renommé Hatay                      |

## Liste de pays par date d'acquisition de la souveraineté
| État                                    | Accession à la souveraineté | Date d'acquisition | Dernier changement de régime politique | Date de début du régime actuel |
| --------------------------------------- | --- | ------------------ | --- | ------------------------------ |
| Abkhazie                                | Indépendance autoproclamée de la Géorgie, reconnue par quatre États membres de l'ONU seulement. | 23 juillet 1992    | |                                |
| Afghanistan                             | Empire hotaki | 1709               | |                                |
| Afrique du Sud                          | Indépendance du Royaume-Uni | 31 mai 1910        | L'Afrique du Sud devient une république, et ne fait plus partie du Commonwealth jusqu'en 1994. |                                |
| Albanie                                 | Arbëria | 1190               | |                                |
| Algérie                                 | Indépendance de la France, création de La République démocratique populaire d'Algérie | Juillet 1962       | L'Algérie obtient son indépendance de la France à la suite des accords d'Évian, la république démocratique et populaire algérienne est proclamée.                                                                             | 5 juillet 1962                 |
| Allemagne                               | Création du royaume de Francie orientale lors du traité de Verdun en 843. | août 843           | L'Allemagne est réunifiée. | 3 octobre 1990                 |
| Andorre                                 | Séparation du Premier Empire français au cours de la guerre d'indépendance espagnole | 10 mars 1814       | Première constitution, le paréage de 1278 se poursuit | 4 mai 1993                     |
| Angola                                  | Indépendance du Portugal | 11 novembre 1975   | |                                |
| Antigua-et-Barbuda                      | Indépendance du Royaume-Uni | 1er novembre 1981  | |                                |
| Arabie saoudite                         | Le royaume du Nejd et du Hedjaz est reconnu indépendant par le Traité de Djeddah de 1927 | 20 mai 1927        | Unification de Qatif et Al-Hassa au royaume de Nejd-et-Hejaz sous le nom d'Arabie saoudite | 23 septembre 1932              |
| Argentine                               | Proclamation d'indépendance vis-à-vis de l'Espagne | 9 juillet 1816     | Adoption d'une constitution | 1er mai 1853                   |
| Arménie                                 | Indépendance reconnue par l'Union des républiques socialistes soviétiques | 21 septembre 1991  | |                                |
| Australie                               | Indépendance du Royaume-Uni | 1er janvier 1901   | |                                |
| Autriche                                | Rétablissement de l'Autriche comme un État souverain par le Traité d'État autrichien | 15 mai 1955        | |                                |
| Azerbaïdjan                             | Indépendance de l'Union des républiques socialistes soviétiques | 18 octobre 1991    | |                                |
| Bahamas                                 | Indépendance du Royaume-Uni | 10 juillet 1973    | |                                |
| Bahreïn                                 | Indépendance du Royaume-Uni | 15 août 1971       | |                                |
| Bangladesh                              | Déclaration d'indépendance du Pakistan | 26 mars 1971       | |                                |
| Barbade                                 | Indépendance du Royaume-Uni | 30 novembre 1966   | |                                |
| Belgique                                | Indépendance des Pays-Bas proclamée par le gouvernement provisoire | 4 octobre 1830     | Le roi Léopold Ier jure allégeance à la Constitution, faisant de la Belgique une monarchie constitutionnelle | 21 juillet 1831                |
| Belize                                  | Indépendance du Royaume-Uni | 21 septembre 1981  | |                                |
| Bénin                                   | Indépendance de la France | 1er août 1960      | |                                |
| Bhoutan                                 | Fin du protectorat britannique et indépendance de l'Inde | 8 août 1949        | Proclamation de la monarchie parlementaire par Jigme Thinley après son élection. | 24 mars 2008                   |
| Biélorussie                             | Indépendance reconnue par l'Union des républiques socialistes soviétiques | 25 août 1991       | |                                |
| Birmanie                                | Indépendance du Royaume-Uni | 4 janvier 1948     | |                                |
| Bolivie                                 | Fin de la guerre d'indépendance avec l'Espagne | 6 août 1825        | |                                |
| Bosnie-Herzégovine                      | Indépendance de la république fédérative socialiste de Yougoslavie | 5 mars 1992        | |                                |
| Botswana                                | Indépendance du Royaume-Uni | 30 septembre 1966  | |                                |
| Brésil                                  | Indépendance reconnue par le Portugal | 29 août 1825       | L'Empire devient une république | 15 novembre 1889               |
| Brunei                                  | Fin du protectorat britannique | 1er janvier 1984   | |                                |
| Bulgarie                                | Déclaration d'indépendance, déclenchée par la guerre serbo-bulgare et l'incorporation d'un territoire de l'Empire ottoman, la Roumélie orientale                                                                                                 | 5 octobre 1908     | La république populaire de Bulgarie est remplacée par la république de Bulgarie | 10 novembre 1989               |
| Burkina Faso                            | Indépendance de la France | 5 août 1960        | |                                |
| Burundi                                 | Indépendance de la Belgique | 1er juillet 1962   | La monarchie remplacée par une république | 28 novembre 1966               |
| Cambodge                                | Indépendance de la France | 9 novembre 1953    | Rétablissement de la monarchie | 24 septembre 1993              |
| Cameroun                                | Indépendance de la France | 1er novembre 1960  | |                                |
| Canada                                  | Indépendance du Royaume-Uni | 1er juillet 1867   | |                                |
| Cap-Vert                                | Indépendance du Portugal | 5 juillet 1975     | |                                |
| Chili                                   | Indépendance reconnue par l'Espagne | 25 avril 1844      | |                                |
| Chine                                   | Unification des Royaumes combattants par la dynastie Qin | -221               | Établissement d'une république populaire à la fin de la guerre civile chinoise | 1er octobre 1949               |
| Chypre                                  | Indépendance du Royaume-Uni | 16 août 1960       | |                                |
| Chypre du Nord                          | Indépendance après la partition de Chypre. Cette indépendance n'est pas reconnue internationalement, sauf par la Turquie et certains ministres britanniques[Quoi ?]. Les armées turques et britanniques[Quoi ?] garantissent cette indépendance. | 15 novembre 1983   | |                                |
| Colombie                                | Indépendance reconnue par l'Espagne | 7 août 1819        | Constitution colombienne de 1991 | 4 juillet 1991                 |
| Comores                                 | Indépendance de la France | 6 juillet 1975     | |                                |
| Îles Cook                               | Indépendance et libre association de la Nouvelle-Zélande | 4 août 1965        | |                                |
| Corée du Nord                           | Création de la Corée du Nord. La frontière avec la Corée du Sud ne sera clairement définie que lors du cessez-le-feu du 27 juillet 1953 | 9 septembre 1948   | |                                |
| Corée du Sud                            | Établissement de la république de Corée | 15 août 1948       | |                                |
| Costa Rica                              | Indépendance de la république fédérale d'Amérique centrale | 15 novembre 1838   | |                                |
| Côte d'Ivoire                           | Indépendance de la France | 7 août 1960        | |                                |
| Croatie                                 | Création de la Principauté de Dalmatie, de facto indépendant, en 688 | 688                | |                                |
| Cuba                                    | Indépendance de l'Espagne par le Traité de Paris, mais Cuba est resté de facto sous contrôle militaire américain jusqu'en 1902 | 10 décembre 1898   | Le gouvernement de Batista est renversé au cours de la révolution cubaine | 1er janvier 1959               |
| Danemark                                | Unification du Danemark par Harald Ier de Danemark, selon les Pierres de Jelling | 958                | Adoption d'une nouvelle constitution | 5 juin 1953                    |
| Djibouti                                | Indépendance de la France | 27 juin 1977       | |                                |
| Dominique                               | Indépendance du Royaume-Uni | 3 novembre 1978    | |                                |
| Égypte                                  | Dissolution de la République arabe unie | 28 septembre 1961  | Proclamation d'une république | 18 juin 1953                   |
| Émirats arabes unis                     | Fin du protectorat britannique | 2 décembre 1971    | |                                |
| Équateur                                | Dissolution de la Grande Colombie | 13 mai 1830        | |                                |
| Érythrée                                | Indépendance de l'Éthiopie | 24 mai 1993        | |                                |
| Espagne                                 | Expulsion (ou fuite) de Joseph Bonaparte | 21 juin 1813       | Constitution espagnole de 1978 de transition monarchiste à la suite de la mort du dictateur Franco | 29 décembre 1978               |
| Estonie                                 | Indépendance de l'Union des républiques socialistes soviétiques | 20 août 1991       | |                                |
| Eswatini / Swaziland                    | Indépendance du Royaume-Uni | 6 septembre 1968   | |                                |
| États-Unis                              | Déclaration d'indépendance, reconnue par la Grande-Bretagne en 1783 | 4 juillet 1776     | Entrée en vigueur de l'actuelle Constitution, qui remplace les Articles de la Confédération | 4 mars 1789                    |
| Éthiopie                                | Les Zagwés, une famille chrétienne orthodoxe du Lasta, règnent sur l'Éthiopie, une partie du royaume d'Aksoum disparu vers 990. | 1135               | Monarchie remplacée par une république | 21 mars 1975                   |
| Fidji                                   | Indépendance du Royaume-Uni | 10 octobre 1970    | |                                |
| Finlande                                | Indépendance reconnue par l'Union des républiques socialistes soviétiques | 3 janvier 1918     | |                                |
| France                                  | Création du royaume des Francs par Clovis. | 481                | Constitution de la Cinquième République | 5 octobre 1958                 |
| Gabon                                   | Indépendance de la France | 17 août 1960       | |                                |
| Gambie                                  | Indépendance du Royaume-Uni | 18 février 1965    | |                                |
| Géorgie                                 | Indépendance de l'Union des républiques socialistes soviétiques | 9 avril 1991       | |                                |
| Ghana                                   | Indépendance du Royaume-Uni | 6 mars 1957        | |                                |
| Grèce                                   | Indépendance reconnue par l'Empire ottoman | 4 mars 1832        | Fin de la Dictature des colonels, établissement de la Troisième République hellénique | 11 juin 1975                   |
| Grenade                                 | Indépendance du Royaume-Uni | 7 février 1974     | |                                |
| Guatemala                               | Indépendance de la république fédérale d'Amérique centrale | 17 avril 1839      | |                                |
| Guinée                                  | Indépendance de la France | 2 octobre 1958     | |                                |
| Guinée-Bissau                           | Indépendance du Portugal | 10 septembre 1974  | |                                |
| Guinée équatoriale                      | Indépendance de l'Espagne | 12 octobre 1968    | |                                |
| Guyana                                  | La Guyane britannique accède à l'indépendance sous le nom de Guyana | 26 mai 1966        | |                                |
| Haïti                                   | Saint-Domingue (colonie française), accède à l'indépendance (révolution haïtienne) | 1er janvier 1804   | Rétablissement du président de la République Jean-Bertrand Aristide, renversé moins d'un an après sa victoire à la première élection présidentielle le 16 décembre 1990, garantie par la constitution adoptée le 29 mars 1987 | 15 octobre 1994                |
| Haut-Karabagh                           | Indépendance autoproclamée de l'Azerbaïdjan, reconnue par aucun membre État de l'ONU. | 2 septembre 1991   | |                                |
| Honduras                                | Indépendance de la république fédérale d'Amérique centrale | 26 octobre 1838    | |                                |
| Hongrie                                 | Dissolution de l'Empire austro-hongrois | 31 octobre 1918    | La république populaire de Hongrie devient la république de Hongrie | 23 octobre 1989                |
| Inde                                    | Indépendance du Royaume-Uni | 15 août 1947       | La monarchie est remplacée par une république | 26 janvier 1950                |
| Indonésie                               | Indépendance reconnue par les Pays-Bas | 27 décembre 1949   | Ratification d'une Constitution | 18 août 1945                   |
| Irak                                    | Établissement du Royaume d'Irak | 3 octobre 1932     | Renversement du régime en place et formation d'un nouveau gouvernement | 20 mars 2003                   |
| Iran                                    | Conquête d'une partie de l'Empire timouride, par Ismail Ier, premier souverain Séfévides | 1501               | La révolution iranienne met fin à la monarchie et établit une république islamique | 11 février 1979                |
| Irlande                                 | Proclamation d'indépendance, ratifiée en 1919 puis reconnue par le Royaume-Uni en 1922 | 24 avril 1916      | La monarchie est remplacée par une république | 29 décembre 1937               |
| Islande                                 | Indépendance du Danemark | 1er décembre 1918  | La monarchie est remplacée par une république à la suite d'un référendum | 17 juin 1944                   |
| Israël                                  | Lecture de la déclaration d'indépendance avant l'expiration du mandat britannique en Palestine | 14 mai 1948        | |                                |
| Italie                                  | Unification de l'Italie par l'annexion de la Lombardie, de Venise, des Deux-Siciles, de Modène et Reggio, de la Toscane, de Parme, et des États pontificaux au royaume de Sardaigne tenu par la maison de Savoie                                 | 17 mars 1861       | Fin de la république de Salò | 24 avril 1945                  |
| Jamaïque                                | Indépendance du Royaume-Uni | 6 août 1962        | |                                |
| Japon                                   | Unification achevée par Toyotomi Hideyoshi | 1592               | Mise en place d'une nouvelle Constitution, limitation des pouvoirs de l'empereur, établissement d'une démocratie | 3 mai 1947                     |
| Jordanie                                | Fin du mandat britannique en Palestine | 25 mai 1946        | |                                |
| Kazakhstan                              | Indépendance de l'Union des républiques socialistes soviétiques | 16 décembre 1991   | |                                |
| Kenya                                   | Indépendance du Royaume-Uni | 12 décembre 1963   | |                                |
| Kirghizistan                            | Indépendance de l'Union des républiques socialistes soviétiques | 31 août 1991       | |                                |
| Kiribati                                | Indépendance du Royaume-Uni | 12 juillet 1979    | |                                |
| Kosovo                                  | Indépendance de la Serbie | 17 février 2008    | |                                |
| Koweït                                  | Indépendance du Royaume-Uni (la région était revendiquée par l'Irak depuis 1958) | 19 juin 1961       | |                                |
| Laos                                    | Indépendance de la France | 19 juillet 1949    | |                                |
| Lesotho                                 | Indépendance du Royaume-Uni | 4 octobre 1966     | |                                |
| Lettonie                                | Indépendance de l'Union des républiques socialistes soviétiques | 4 mai 1990         | |                                |
| Liban                                   | Indépendance reconnue par la France | 22 novembre 1943   | |                                |
| Liberia                                 | Indépendance des États-Unis | 26 juillet 1847    | |                                |
| Libye                                   | Fin de la tutelle franco-britannique, formée à la fin de la gouvernance italienne de la Libye en 1947 | 24 décembre 1951   | Monarchie remplacée par une république | 1er septembre 1969             |
| Liechtenstein                           | Dissolution de la confédération du Rhin | 9 octobre 1813     | Constitution du Liechtenstein | 5 octobre 1921                 |
| Lituanie                                | Acte de rétablissement de l'État lituanien | 11 mars 1990       | |                                |
| Luxembourg                              | Indépendance des Pays-Bas | 23 novembre 1890   | |                                |
| Macédoine                               | Indépendance de la république fédérative socialiste de Yougoslavie | 8 septembre 1991   | |                                |
| Madagascar                              | Le royaume Merina devient officiellement le Royaume de Madagascar | 27 octobre 1817    | Adoption d'une nouvelle constitution | 11 décembre 2010               |
| Malaisie                                | Indépendance du Royaume-Uni, la fédération de Malaya remplace l'Union malaise, mais reste un Commonwealth | 31 août 1957       | La fédération de Malaya devient la fédération de Malaisie, puis s'étend à Sabah (anciennement Bornéo du Nord), Sarawak, et Singapour le 16 septembre                                                                          | 31 juillet 1963                |
| Malawi                                  | Indépendance du Royaume-Uni | 6 juillet 1964     | |                                |
| Maldives                                | Indépendance du Royaume-Uni | 26 juillet 1965    | |                                |
| Mali                                    | Indépendance de la France | 22 septembre 1960  | |                                |
| Malte                                   | Indépendance du Royaume-Uni | 21 septembre 1964  | |                                |
| Maroc                                   | Arrivé d'Idriss Ier au Maroc, se proclament sultan | 789                | |                                |
| Îles Marshall                           | Ratification de la fin de la tutelle américaine par les Nations unies | 22 décembre 1990   | |                                |
| Maurice                                 | Indépendance du Royaume-Uni | 12 mars 1968       | |                                |
| Mauritanie                              | Indépendance de la France | 28 novembre 1960   | |                                |
| Mexique                                 | Déclaration d'indépendance, ratifiée en 1821, puis reconnue par l'Espagne en 1836 | 6 novembre 1813    | Adoption d'une nouvelle Constitution | 5 février 1917                 |
| États fédérés de Micronésie             | Ratification de la fin de la tutelle américaine par les Nations unies | 22 décembre 1990   | |                                |
| Moldavie                                | Indépendance de l'Union des républiques socialistes soviétiques | 27 août 1991       | |                                |
| Monaco                                  | Fin du protectorat du royaume de Sardaigne et souveraineté reconnue par le traité franco-monégasque | 2 décembre 1861    | | 17 décembre 1962               |
| Mongolie                                | Indépendance de la Chine Qing | 29 décembre 1911   | |                                |
| Monténégro                              | Indépendance de Serbie-et-Monténégro | 3 juin 2006        | |                                |
| Mozambique                              | Indépendance du Portugal | 24 juin 1975       | |                                |
| Namibie                                 | Indépendance de l'Afrique du Sud | 21 mars 1990       | |                                |
| Nauru                                   | Fin de la tutelle australo-néozélando-britannique et fondation d'une république constitutionnelle | 31 janvier 1968    | |                                |
| Népal                                   | Unification du pays | 21 décembre 1768   | Formation d'une république à la suite de manifestations massives à l'encontre du roi en place, Gyanendra Shah, remplaçant son neveu Dipendra Shah, lui-même roi pour trois jours après le meurtre de ses parents              | 28 mai 2008                    |
| Nicaragua                               | Indépendance de la république fédérale d'Amérique centrale | 5 novembre 1838    | |                                |
| Niger                                   | Indépendance de la France | 3 août 1960        | |                                |
| Nigeria                                 | Indépendance du Royaume-Uni | 1er octobre 1960   | |                                |
| Niue                                    | Indépendance et libre association de la Nouvelle-Zélande | 19 octobre 1974    | |                                |
| Norvège                                 | Dissolution de la Suède-Norvège | 7 juin 1905        | |                                |
| Nouvelle-Zélande                        | Indépendance du Royaume-Uni | 26 septembre 1907  | |                                |
| Oman                                    | Expulsion des Perses | 1744               | coup d'État du 23 juillet 1970 | 23 juillet 1970                |
| Ossétie du Sud-Alanie                   | Indépendance autoproclamée de la Géorgie, reconnue par quatre États membres de l'ONU seulement. | 26 juin 1992       | |                                |
| Ouganda                                 | Indépendance du Royaume-Uni | 9 octobre 1962     | |                                |
| Ouzbékistan                             | Indépendance de l'Union des républiques socialistes soviétiques | 31 août 1991       | |                                |
| Pakistan                                | Partition des Indes britanniques, indépendance du Royaume-Uni | 14 août 1947       | La monarchie est remplacée par une république | 23 mars 1956                   |
| Palaos                                  | Ratification de la fin de la tutelle américaine par les Nations unies | 1er octobre 1994   | |                                |
| Palestine                               | Proclamation de l'indépendance lors d'un vote par les Nations unies | 15 novembre 1988   | |                                |
| Panama                                  | Indépendance de la Colombie, soutenue par les États-Unis | 3 novembre 1903    | |                                |
| Papouasie-Nouvelle-Guinée               | Indépendance de l'Australie | 16 septembre 1975  | |                                |
| Paraguay                                | Indépendance de l'Espagne | 14 mai 1811        | Adoption d'une nouvelle Constitution après la fin de la dictature d'Alfredo Stroessner, renversé par Andrés Rodríguez Pedotti le 3 février 1989                                                                               | 20 juin 1992                   |
| Pays-Bas                                | Indépendance de l'Espagne par le Traité de Münster | 30 janvier 1648    | Constitution du royaume des Pays-Bas | 24 août 1815                   |
| Pérou                                   | Bataille d'Ayacucho, Capitulation du vice-roi du Pérou et fin de la domination espagnole en Amérique du Sud | 9 décembre 1824    | nouvelle constitution | 31 décembre 1993               |
| Philippines                             | Indépendance reconnue par les États-Unis | 4 juillet 1946     | La Constitution en vigueur est antérieure à la reconnaissance de l'indépendance, les Philippines étant alors un Commonwealth des États-Unis.                                                                                  | 30 novembre 1935               |
| Pologne                                 | Baptême de Mieszko Ier; date traditionnelle de fondation de l'État polonais | 966                | Premières élections parlementaires libres après 45 ans de contrôle soviétique | 4 juin 1989                    |
| Portugal                                | Indépendance du royaume de León, sous la forme du comté de Portugal | 26 juillet 1139    | Révolution des Œillets qui met fin à l'Estado Novo de Salazar et Caetano | 25 avril 1974                  |
| Qatar                                   | Indépendance du Royaume-Uni | 3 septembre 1971   | |                                |
| République arabe sahraouie démocratique | Indépendance de l'Espagne | 27 février 1976    | |                                |
| République centrafricaine               | Indépendance de la France | 13 août 1960       | Monarchie remplacée par une république | 21 septembre 1979              |
| République démocratique du Congo        | Indépendance de la Belgique | 30 juin 1960       | |                                |
| République dominicaine                  | Indépendance de l'Espagne à la fin de la guerre de Restauration | 3 mars 1865        | |                                |
| République de Chine                     | La dynastie Qing est renversée (révolution chinoise de 1911) | 10 octobre 1911    | |                                |
| République du Congo                     | Indépendance de la France | 15 août 1960       | |                                |
| République tchèque                      | Dissolution de la Tchécoslovaquie | 1er janvier 1993   | |                                |
| Roumanie                                | Indépendance assurée par le traité de Berlin | 13 juillet 1878    | Révolution roumaine de 1989 qui met fin au régime de Nicolae Ceaușescu | 25 décembre 1989               |
| Royaume-Uni                             | L'Acte d'Union unit les deux royaumes d'Angleterre et d'Écosse pour former le Royaume de Grande-Bretagne, qui s'agrandit par la suite avec l'adoption de l'Acte d'Union de 1800 pour former le Royaume-Uni de Grande-Bretagne et d'Irlande       | 1er mai 1707       | Traité anglo-irlandais reconnaissant l'indépendance de l'Irlande, le Royaume-Uni devient alors le Royaume-Uni de Grande-Bretagne et d'Irlande du Nord                                                                         | 6 décembre 1922                |
| Russie                                  | La grande-principauté de Moscou assure son indépendance de la Horde d'or | 1480               | La république socialiste fédérative soviétique de Russie devient la fédération de Russie | 25 décembre 1991               |
| Rwanda                                  | Indépendance de la Belgique | 1er juillet 1962   | |                                |
| Saint-Christophe-et-Niévès              | Indépendance du Royaume-Uni | 19 septembre 1983  | |                                |
| Sainte-Lucie                            | Indépendance du Royaume-Uni | 22 février 1979    | |                                |
| Saint-Marin                             | Fondation d'une communauté monastique | 3 septembre 301    | Adoption d'une constitution républicaine, la plus ancienne encore en vigueur | 21 septembre 1600              |
| Saint-Vincent-et-les-Grenadines         | Indépendance du Royaume-Uni | 27 octobre 1979    | |                                |
| Îles Salomon                            | Indépendance du Royaume-Uni | 7 juillet 1978     | |                                |
| Salvador                                | Dissolution de la république fédérale d'Amérique centrale, lors de la déclaration d'indépendance du Salvador | 2 février 1841     | |                                |
| Samoa                                   | Indépendance de la Nouvelle-Zélande | 1er juin 1962      | |                                |
| Sao Tomé-et-Principe                    | Indépendance du Portugal | 12 juillet 1975    | |                                |
| Sénégal                                 | Indépendance de la France | 20 août 1960       | |                                |
| Serbie                                  | Dissolution de Serbie-et-Monténégro | 8 juin 2006        | |                                |
| Seychelles                              | Indépendance du Royaume-Uni | 29 août 1976       | |                                |
| Sierra Leone                            | Indépendance du Royaume-Uni | 27 avril 1961      | |                                |
| Singapour                               | Indépendance de la Malaisie | 7 août 1965        | |                                |
| Slovaquie                               | Dissolution de la Tchécoslovaquie | 1er janvier 1993   | |                                |
| Slovénie                                | Indépendance de la république fédérative socialiste de Yougoslavie | 25 juin 1991       | |                                |
| Somalie                                 | Indépendance du Royaume-Uni et de l'Italie | 1er juillet 1960   | |                                |
| Somaliland                              | Indépendance autoproclamée de la Somalie, non reconnue par l'ONU. | 18 mai 1991        | Constitution du Somaliland | 30 avril 2000                  |
| Soudan                                  | Indépendance du condominium anglo-égyptien | 1er janvier 1956   | |                                |
| Soudan du Sud                           | Séparation du Soudan | 9 juillet 2011     | |                                |
| Sri Lanka                               | Indépendance du Royaume-Uni, sous le nom de Ceylan | 4 février 1948     | La monarchie est remplacée par une république, le pays est rebaptisé Sri Lanka par la même occasion | 22 mai 1972                    |
| Suède                                   | Gustave Vasa est élu roi de Suède, la Suède sécède de l'union de Kalmar | 6 juin 1523        | Constitution de la Suède, parlementarisme bicaméral, voté en 1974 | 1er janvier 1975               |
| Suisse                                  | Établissement de la Confédération suisse | 1er août 1291      | Fondation de l'État fédéral, faisant suite à la guerre du Sonderbund | 12 septembre 1848              |
| Suriname                                | Indépendance des Pays-Bas | 25 novembre 1975   | |                                |
| Syrie                                   | Sécession de la République arabe unie | 28 septembre 1961  | |                                |
| Tadjikistan                             | Indépendance de l'Union des républiques socialistes soviétiques | 9 septembre 1991   | |                                |
| Tanzanie                                | Indépendance du Tanganyika du Royaume-Uni, qui s'associera en 1964 avec le Zanzibar pour former la Tanzanie actuelle | 9 décembre 1961    | |                                |
| Tchad                                   | Indépendance de la France | 11 août 1960       | |                                |
| Thaïlande                               | Retrait des troupes américaines de Thaïlande, à la suite de la capitulation de Saïgon (Viêt Nam) | 30 avril 1975      | |                                |
| Timor oriental                          | Indépendance de l'Indonésie reconnue par la communauté internationale après l'acte d'autodétermination soutenu par les Nations unies en 1999 | 20 mai 2002        | |                                |
| Togo                                    | Indépendance de la France | 27 avril 1960      | |                                |
| Tonga                                   | Indépendance du Royaume-Uni | 4 juillet 1970     | |                                |
| Transnistrie                            | Indépendance autoproclamée de la Moldavie, reconnue par aucun État membre de l'ONU | 29 août 1992       | |                                |
| Trinité-et-Tobago                       | Indépendance du Royaume-Uni | 31 août 1962       | |                                |
| Tunisie                                 | Indépendance de la France | 20 mars 1956       | Lamine Bey est destitué, une république est instaurée | 25 juillet 1957                |
| Turkménistan                            | Indépendance de l'Union des républiques socialistes soviétiques | 27 octobre 1991    | |                                |
| Turquie                                 | Fondation de l'empire Seldjoukide, suivi par la fondation de l'Empire ottoman en 1299. | 1037               | La République est proclamée | 29 octobre 1923                |
| Tuvalu                                  | Indépendance du Royaume-Uni | 1er octobre 1978   | |                                |
| Ukraine                                 | Indépendance de l'Union des républiques socialistes soviétiques | 24 août 1991       | |                                |
| Uruguay                                 | Indépendance reconnue par le Brésil | 27 août 1828       | |                                |
| Vanuatu                                 | Indépendance du condominium franco-britannique | 30 juillet 1980    | |                                |
| Vatican                                 | Souveraineté acquise par les accords du Latran | 7 juin 1929        | |                                |
| Venezuela                               | Indépendance de la Grande Colombie | 13 janvier 1830    | |                                |
| Viêt Nam                                | Réunification à la suite de la conquête du Sud Viêt Nam par le Nord Viêt Nam | 2 juillet 1976     | Adoption d'une nouvelle Constitution | 15 avril 1992                  |
| Yémen                                   | Unification du Yémen du Nord et du Yémen du Sud | 22 mai 1990        | |                                |
| Zambie                                  | Indépendance du Royaume-Uni | 24 octobre 1964    | |                                |
| Zimbabwe                                | Reconnaissance de l'indépendance de la Rhodésie du Sud par le Royaume-Uni, sous le nom de Zimbabwe | 18 avril 1980      | |                                |